# Triepeolus tanneri
Triepeolus tanneri är en biart som beskrevs av Cockerell 1928. Triepeolus tanneri ingår i släktet Triepeolus och familjen långtungebin. Inga underarter finns listade i Catalogue of Life.